# Паун (съзвездие)
Паун е южно съзвездие, едно от дванадесетте съзвездия, въведени в края на 17 век. За пръв път е публикувано в „Уранометрия“-та на Йохан Байер от 1603 година.